# 尾山基
尾山 基（おやま もとい、1951年2月2日 - ）は、日本の実業家。アシックス代表取締役社長、同会長最高経営責任者、世界スポーツ用品工業連盟会長などを歴任。

## 人物・経歴
石川県白山市出身。実家は材木商。石川県立金沢泉丘高等学校を経て、1974年に大阪市立大学商学部を卒業。同年、日商岩井に入社。日商岩井時代にはブルーリボンスポーツ（のちのナイキ）の日本法人である、ナイキジャパンの設立に携わる。1980年、アシックスの創業者である鬼塚喜八郎の長女と結婚。
1982年、アシックスに入社。ウォーキング事業部マーケティング部長、ウォーキング事業部長等を経て、2004年取締役マーケティング統括部長に昇格。2007年常務取締役。
2008年からアシックス代表取締役社長。2011年からは代表取締役社長 CEOを務め、アメリカ合衆国やヨーロッパでの売り上げ増加にあたった。同年世界スポーツ用品工業連盟会長、神戸経済同友会代表幹事。
2014年有恒会会長。同年オランダ王国オラニエ・ナッソー勲章Officer章受章。2016年神戸商工会議所副会頭。2018年代表取締役会長 CEO。日本スポーツ産業学会会長、日本スポーツ用品工業協会副会長等も歴任した。
2020年2月、世界スポーツ用品工業連盟の会長に再就任（2023年まで）。
2022年、旭日中綬章受章。
2024年1月、アシックス会長を退任。3月に取締役も退任し、シニアアドバイザーに就任。
2021年兵庫県知事選挙の際に設立された斎藤元彦（同知事選で当選）を支援する後援会組織「ひょうごを前に進める会」では代表世話人を務めたが、2024年9月には代表世話人を辞任したことが報じられた。尾山は兵庫県庁内部告発文書問題を巡る斎藤の対応について、「県議会調査特別委員会（百条委員会）などでの言動や次々に明らかになる事態にがっかりした」「この状態になってまでして知事を辞めないのも不可解だ」と述べ、支援できる状況ではないことを明らかにした。

## テレビ出演
- 日経スペシャル カンブリア宮殿 世界が賞賛する技術力 巨人・ナイキ、アディダスに挑む日の丸メーカーアシックス（2013年5月30日、テレビ東京）[13]